# Cantó de Boason
El cantó de Boason és un cantó francès del departament de l'Avairon, situat al districte de Rodés. Té 5 municipis i el cap cantonal és Boason.

## Municipis
- Boason
- Gabriac
- La Lobièira
- Montrosièr
- Rodèsla

## Història
| Data d'elecció                           | Identitat           | Partit | Qualitat |
| ---------------------------------------- | ------------------- | ------ | -------- |
| 1920-1945                                | Louis Puech         |        |          |
| 1945-1967                                | Abbé Albert Rieucau |        |          |
| 1967-1979                                | Etienne Bastide     |        |          |
| 1979-1998                                | André Baudon        | UDF    |          |
| 1998-                                    | Jean-Michel Lalle   | UMP    |          |
| les dades anteriors no són pas conegudes |                     |        |          |
|                                          |                     |        |          |

## Demografia
| 1962  | 1968  | 1975  | 1982  | 1990  | 1999  | 2006  |
| ----- | ----- | ----- | ----- | ----- | ----- | ----- |
| 4.132 | 4.447 | 4.560 | 5.150 | 5.529 | 6.117 | 6.800 |